# Holmsjön (Mellösa socken, Södermanland, 656331-153939)
Holmsjön är en sjö i Eskilstuna kommun och Flens kommun i Södermanland och ingår i Nyköpingsåns huvudavrinningsområde. Sjön är 15,5 meter djup, har en yta på 0,307 kvadratkilometer och är belägen 57,4 meter över havet. Sjön avvattnas av vattendraget Fräkentorpsån.

## Delavrinningsområde
Holmsjön ingår i det delavrinningsområde (656168-154519) som SMHI kallar för Mynnar i Björken. Medelhöjden är 65 meter över havet och ytan är 26,38 kvadratkilometer. Det finns inga avrinningsområden uppströms utan avrinningsområdet är högsta punkten. Fräkentorpsån som avvattnar avrinningsområdet har biflödesordning 4, vilket innebär att vattnet flödar genom totalt 4 vattendrag innan det når havet efter 88 kilometer. Avrinningsområdet består mestadels av skog (85 procent). Avrinningsområdet har 0,56 kvadratkilometer vattenytor vilket ger det en sjöprocent på 2,1 procent.